# 소연 (성우)
소연(본명: 안소연, 1973년 12월 10일 ~ )은 한국의 여자 성우다. 1999년 KBS 27기 공채 성우로 데뷔했다. 예명인 '소연'은 KBS 23기 선배 성우 '안소연'과 이름이 같아, 성을 떼서 예명을 '소연'으로 활동하고 있다. 2016년 노래싸움 승부에서 성우 팀으로 나왔다. 동기 여자들 중 나이가 가장 많으며, 슬하에 딸을 두고 있다. 혈액형은 B형이고, 키는 168cm이며, 2002년부터 프리랜서로 일한다. 종교는 무종교다.

## 학력
- 매산초등학교 (졸업)
- 수원여자중학교 (졸업)
- 안양예술고등학교 (졸업)
- 단국대학교 연극영화과 (졸업)

## 출연 작품
굵은 글씨는 메인 캐릭터.

### TV 애니메이션
- 거멍숲을 지켜라! 버디프렌즈 (KBS) - 화이트
- 상상꾸러기 꾸다 KBS - 꾸다
- 엉덩이 탐정 (재능TV) - 브라운
- 베리 VS 프라이미벌 - 이브
- 베리와 핑크팬더 (애니맥스) - 이브
- 베리와 아카메 VS 프라이미벌 2 - 이브
- DNA^2 (애니맥스) - 토모코
- 완벽한 아이돌 아이리스 (EBS) 프락시나
- 일하는 세포 (애니맥스) - 선배 적혈구(AA5100)
- D.N.Angel(애니원) - 데이지, 어린 조이, 리타, 프리델트
- 몬스터 하이  (Tooniverse) - 프랭키 스타인 - 클로드 울프

- 굳세어라 금동아! (재능TV) - 딸기
- 기사 제인과 말썽꾸러기 용 (EBS) - 제인
- 꼬마기차 추추 (KBS) - 뿅뿅이
- 꼬마신선 타오 (KBS) - 슈잉, 해설
- 나이트워커 (XTM) - 구니
- 네티비 (KBS) - 히글리, 리귄
- 눈의 여왕 (애니원) - 릴리
- 디어 보이즈 (애니원) - 이승연
- 뚜바뚜바 눈보리 (EBS) - 루나보리
- 라라의 스타일기 (KBS) - 티나, 미나
- 라이브온 카드리버 (재능TV) - 은우랑
- 로보카 폴리 (EBS) - 진, 베니, 스쿨비
- 로이와 함께하는 소방안전 이야기, 엠버와 함께하는 생활안전 이야기 - 신디
- 르브바하프 왕국 재건설기 (MBC) - 유리엘 공주
- 릴리의 모험일기 (EBS) - 릴리
- 마법전사 라이너 (KBS) - 펠리스
- 마법소녀 리리컬 나노하 (퀴니) - 츠키무라 스즈카, 프레시아 테스타로사
- 마법소녀 위치1기 (SBS) - 헤이 린
- 마이 리틀 포니: 우정은 마법 - 스타라이트 글리머
  - 마이 리틀 포니: 이퀘스트리아 걸스 스페셜 - 스타라이트 글리머
- 마술사 오펜 (애니맥스) - 마리아벨
  - 마술사 오펜 리벤지 (애니맥스) - 레키
- 건담 빌드 파이터즈 트라이 (애니맥스) - 루카스, 레이디, 토시
- 마스크맨 (KBS) - 킥복싱 걸
- 메이플스토리 (SBS)
- 메탈베이블레이드 (투니버스) - 토비
- 명탐정 코난 (투니버스) - 엄유리
- 미앤마이로봇 (EBS) - 루비, 미스 멜린다
- 반드레드 (대원방송) - 버넷
- 베르사이유의 장미 (EBS) - 로자리, 해설
- 벤10 (카툰네트워크) - 벤(벤저민 커비 테니슨)
  - 벤10 옴니버스 (카툰네트워크) - 벤
  - 벤10: 과거로의 질주 (카툰네트워크) - 벤 (그레이엄 필립스)
- 부탁해! 마이 멜로디 빙글빙글 셔플 - 한소리, 플랫
- 카트라이더 동요 탐험대 - 해설  모비
- 불꽃소년 레카 (애니맥스) - 후코, 카오, 레이나, 목소리, 여자 심판2, 여자1, 어린 키야
- 블랙캣 (애니맥스) - 이브, 세피리아 아쿠스
- 블레이징 틴스3 (투니버스) - 잭키
- 블리치 (투니버스) - 마츠모토 란기쿠
- 빨간 트랙터 통통 (EBS) - 통통이
- 쁘띠쁘띠 뮤즈 (KBS) - 송아라
- 사무라이 참프루 (투니버스) - 이즈미
- 사이보그 009 (애니맥스) - 아르테미스, 정령1, 어린 아이1, 앨리스, 리나, 헬렌, 아프로, 히스이
- 소피 루비 (EBS) - 루비, 소피
- 수신연무 (애니맥스) - 라이라
- 슈팅 바쿠간 (투니버스) - 밀렌느
- 수왕성 (애니맥스) - 첸
- 숲 속 대장 룰루 (EBS) - 룰루
- 스쿨랜드 (EBS) - 다나
- 사이틴 (EBS) - 다나
- 십이국기 (애니원) - 오오키 스즈, 스기모토 유카
- 아이 엠 몽니 (SBS) - 몽니
- 아이엠스타 (투니버스) - 보라
- 아이엠 스타 스타즈! - 시부키 란[1](보라)
- 아이엠 스타 온 퍼레이드! - 시부키 란(보라)
- 아이즈 (애니박스) - 아키바 이츠키
  - 아이즈 퓨어 (애니박스) - 아키바 이츠키
  - From 아이즈 OVA (애니박스) - 이츠키
- 아프리카 마법여행 (KBS) - 멜
- 안녕! 루퍼트 (EBS) - 루퍼트
- 안달루시아의 여름 (애니맥스) - 여자
- 안젤리나 발레리나 (EBS) - 안젤리나
- 애플캔디걸 (KBS) - 앵두 아줌마
- 어벤져 (애니맥스) - 네이
- 엘르멘탈 제라드 (투니버스) - 올퍼스, 코코웻, 리리아 티그레스
- 엘시드 (KBS)
- 요랑아 요랑아 (KBS) - 가은
- 용의 전설 레전더(SBS) - 해피, 디노
- 외계인 붐 (MBC)
- 원피스 (KBS, 투니버스) - 니코 로빈, 미스 발렌타인, 니코 올비아, 스우, 코바트, 소년 와이퍼(187화), 포르체, 어린 프랑키
  - 원피스 Original (대원방송) - 니코 로빈
- 위스컬 삐요 (투니버스) - 다한
- 윙스 프렌즈/윙스 클럽 (SBS - 테크나
- 이너레인저 (EBS) - 초이, 케니
- 이누야샤 (대원방송) - 카라, 링
- 이웃집 아이들의 무시무시한 모험 (카툰네트워크) - 즐거운 아이들4
- 어떤 과학의 초전자포 (애니맥스) - 테레스티나
- 웨딩피치 (투니버스) - 클라우드
- 일지매(SBS) - 서진
- 제트레인저 (KBS) - 두두(제트레인저 3호)
- 중2병이라도 사랑이 하고 싶어 (애니맥스) - 타카나시 토우카
- 쥬로링 동물탐정(KBS) - 나나
- 쥐라기캅스(KBS) - 공찬
- 짱구는 못말려 7기 (SBS) - 짱아, 유리 엄마
- 초성함대 세이저X (대원방송) - 레미
- 미니특공대 (EBS) - 수지
- 츠바사 크로니클 (투니버스) - 토모요 공주
- 카드왕 믹스마스터 (KBS) - 파찌
- 캐릭캐릭 체인지 (투니버스) - 나기히코(시우)
- 케이온!(애니맥스) - 타이나카 리츠
  - 케이온!! 2기 (애니맥스) - 타이나카 리츠
- 코라의 전설 (니켈로디언) - 에스카, 라바
- 쿵야쿵야(KBS) - 한소녀
- 쿵푸팬더 전설의 마스터 (니켈로디언) - 타이그리스
- 크러시기어 (KBS) - 김한별
- 택틱스 (애니맥스) - 고토에
- 터닝메카드, 터닝메카드 W, 터닝메카드 R (KBS) -  나찬
- 메카드볼 (MBC) - 차영웅
- 포켓몬스터 XY (투니버스) - 고지카
- 토리코X원피스 : 최강의 콤비 (카툰네트워크) - 니코 로빈
- 특수요원 오소 (EBS) - 포 파일럿
- 틴 타이탄  (카툰네트워크) - 레이븐
- 파워마스크 (KBS) - 애니
- 펌프킨 시저스 (애니맥스) - 웨브너
- 폴리와 함께하는 교통안전 이야기 - 케빈
- 푸콘 가족 (애니원) - 토니 / 찰스
- 풍선 코끼리 발루뽀 (EBS) - 파루
- 후레쉬 프리큐어 (애니원) - 김나현 / 큐어 베리
- 플라워링 하트 (EBS) - 아리(어린이의 경우, 2기부터), 아리 엄마(7, 9), 신소윤(13~14), 데이트나(19~20), 여자아이1(23~24)
- 피니와 퍼브 (디즈니 채널) - 이사벨라 가르시아 피어로, 수지 존슨, 찰린 두퍼슈머츠
  - 마일로 머피의 법칙 (디즈니 채널) - 발지트, 이사벨라 가르시아 피어로
- 피쉬와 칩스 (KBS) - 피쉬
- 피치피치핏치 (애니원) - 루치아
- 헌터X헌터 (애니원) - 파크노다
  - 헌터X헌터 OVA (애니원) - 파크노다

### 극장용 애니메이션
- 겨울왕국 - 엘사
- 겨울왕국 2 - 엘사
- 극장판 엉덩이 탐정: 화려한 사건 수첩 - 브라운
- 나루토 질풍전 극장판 - 블러드 프리즌(투니버스) - 류제츠
- 다이노소어 어드벤처 (MOVIE) - 주니퍼
- 더 퍼스트 슬램덩크 (MOVIE) - 이한나 / 송태섭 엄마
- 레고무비 (MOVIE) - 와일드스타일
- 마녀 배달부 키키 (MOVIE) - 키키
- 마징가 Z: 인피니티 (MOVIE) - 김숙
- 블랙잭: 어둠의 의사 (KBS) - 미셸 로사스
- 스파이더맨: 뉴 유니버스 - 메리 제인 왓슨
- 아이스 에이지 4/5 - 쉬라(제니퍼 로페즈)
- 애니매트릭스 (SBS) - 알렉사(멜린다 클락)
- 원더랜드 - 준
- 원피스 필름 Z - 니코 로빈
- 원피스 필름 골드 - 니코 로빈
- 원피스 스탬피드 - 니코 로빈
- 주먹왕 랄프 - 바넬로피
- 주먹왕 랄프 2: 인터넷 속으로 - 바넬로피, 엘사
- 체포하겠어 극장판 (애니맥스) - 후타바 아오이
- 더 무비 케이온 (MOVIE) - 타이나카 리츠
- 파이어하트 - 조지아 홀든
- 포켓몬스터 베스트위시: 큐레무 VS 성검사 케르디오 - 케르디오
- 피니와 퍼브 무비: 2차원을 넘어서 (디즈니 채널) - 이사벨라 가르시아 피어로
- 피니와 퍼브 무비: 캔디스, 우주에 맞서다 (디즈니+) - 이사벨라 가르시아 피어로, 발지트
- 쿵푸 팬더 시리즈 - 타이그리스
- 카 2 - 홀리
- 토이 스토리 4 - 보 핍
- DC 리그 오브 슈퍼-펫 - 로이스 레인, 그린 랜턴, 제시카 크루즈

### 특수촬영 드라마
- 가면라이더 블레이드 (대원방송) - 히로세 시오리 (에가와 유미)
- 파워레인저 트레저포스 (대원방송) - 유미 / 트레저 핑크 (스에나가 하루카)

### 외화

#### 전담배우
- 스칼릿 조핸슨
  - 그 남자는 거기 없었다 (KBS) - 레이첼 에버다스
  - 나 홀로 집에 3 (SBS) - 몰리
  - 블랙 위도우 - 블랙 위도우
  - 어벤저스 (KBS) - 블랙 위도우
  - 어벤져스: 에이지 오브 울트론 - 블랙 위도우
  - 어벤져스: 인피니티 워 - 블랙 위도우
  - 어벤져스: 엔드게임 - 블랙 위도우
  - 진주 귀걸이를 한 소녀 (KBS) - 그리트
  - 천일의 스캔들 (KBS) - 메리 불린
  - 캡틴 아메리카: 윈터 솔져 (MBC) - 블랙 위도우
  - 캡틴 아메리카: 시빌 워 - 블랙 위도우
  - 토르: 라그나로크 - 블랙 위도우

#### 드라마
- 공룡캠프의 비밀 (EBS)
- 그레이 아나토미 (KBS) - 애리조나 로빈스(제시카 캡쇼)
- 닥터 후 (KBS) - 도나 노블(캐서린 테이트)
- 대지진 10.5 (KBS) - 아만다(케일리 쿼코)
- 로빈 후드 (KBS) - 마리안 (루시 그리피스)
- 말괄량이 마법학교: 캠퍼스 대소동 (SBS) - 에델
- 먼데이 모닝스 (헬스메디TV)
- 삼국지 (KBS) - 초선 (진호)
- 스필버그의 어메이징 스토리 (KBS)
- 여총리 비르기트 (CNTV) - 카트린 폰스마르크 (비르기테 요르트 쇠렌센)
- 오펀 블랙 (KBS) - 새라 매닝 (타티아나 마슬라니)
- 워리어스 (KBS) - 캐서린(지나 벨먼) / 파올레타(로라 그린우드)
- 장미없는 꽃집 (JTBC) - 시라토 미오 (타케우치 유코)
- 전쟁과 평화(KBS) - 안나(질리언 앤더슨) / 백작부인(그레타 사치) / 카치슈(페넬라 울가)
- 커맨더 인 치프 (KBS) - 리베카 앨런 (케이틀린 왁스)
- 탐정 몽크 (KBS) - 벤지(맥스 모로우/케인 리쵸테)
- 테일러는 12살 (EBS) - 브리트니
- 프라이미벌 (KBS) - 클로리아 브라운/제니 루이스 (루시 브라운)
- 한자와 나오키 (드라마큐브) - 한자와 하나 (우에토 아야)
- 한여름 밤의 꿈 (KBS) - 헬레나(케이트 케네디)/거미집
- 히어로즈 (SBS) - 시몬 드보 (타우니 사이프레스) / 몰리 워커(에이데어 티쉴러)

#### 영화
- 거북이는 의외로 빨리 헤엄친다 (KBS) - 쿠자쿠 (아오이 유우)
- 공포의 종합병원 (KBS) - 야니케 (잉리 볼쇠 베르달)
- 그녀에게 (KBS) - 알리시아(레오노르 와틀링)
- 그루지 (SBS) - 수잔 (케이디 스트리클랜드) / 마리아(로사 브라시)
- 기사 윌리엄 (KBS)
- 네이키드 웨폰 (SBS) - 캐트 (안아)
- 뉴욕 아이 러브 유 (KBS) - 리프카 (나탈리 포트만) / 라디아(드레이 더 머테이오)
- 달려라, 타이코 (EBS) - 에밀리 (케이 파나베이커)
- 러브 인 아프리카 (SBS) - 예텔 (율리안느 콜러)
- 링 2 (KBS) - 레이첼 켈러 (나오미 와츠)
- 링컨 차를 타는 변호사 (KBS) - 매기 (머리사 토메이)
- 마이 걸 (KBS) - 베이다 마가렛 설텐퍼스 (애나 클럼스키)
- 말괄량이 삐삐 (EBS) - 삐삐 (잉거 닐슨)
- 매트릭스 2: 리로디드 (SBS) - 페르세포네 (모니카 벨루치)
  - 매트릭스 3: 레볼루션 (SBS) - 페르세포네 (모니카 벨루치)
- 뮤직 오브 하트 (KBS) - 드션 (제이드 요커)
- 미 마이셀프 앤드 아이린 (SBS)
- 미이라 2 (KBS) - 알렉스 오코넬(프레디 보어스)
- 밀리언즈 (KBS) - 앤터니 (루이스 오언 맥기본)
- 발렌타인 데이 (SBS)
- 버틀러: 대통령의 집사 (KBS) - 캐롤 해미 (야야 다코스타)
- 버추얼 웨폰 (KBS) - 강일홍(막문위)
- 부모님이 휴가가던 해 (KBS) - 마우로 (미셀 조엘사스)
- 블레이드 3 (SBS) - 샘필드(너태샤 리온)
- 블룸 형제 사기단 (KBS) - 소년 스티븐 (맥스 레코드) / 로즈(노라 제헤트너)
- 비투스 (KBS) - 비투스 (테오 게오르규)
- 빌리 엘리어트 (KBS) - 빌리 (제이미 벨)
- 사랑은 방울방울(KBS) - 클로로폼
- 세렌디피티 (SBS) - 이브 (몰리 섀넌)
- 세인트 (SBS)
- 셰익스피어 인 러브 (KBS) - 로잘린(산드라 레인턴) / 해밍스(데이빗 커티즈)
- 쉘 위 댄스 (KBS) - 마이 (쿠사카리 타미요)
- 스몰 솔저 (KBS) - 알렌 (그레고리 스미스)
- 스쿠비 두 (SBS) - 벨마(린다 카델리니)
- 시간 여행자의 아내 (KBS) - 어린 헨리(앨릭스 페리스) / 엘바(테텀 맥칸/헤일리 맥칸)
- 시끌벅적 마을의 아이들 - 여름 그리고 가을 (EBS) - 올레 (하릴드 뢴브로)
- 시끌벅적 마을의 아이들 - 겨울 그리고 봄 (EBS) - 올레 (하릴드 뢴브로)
- 신비한 동물들과 그린델왈드의 범죄 - 리타 레스트랭(조 크라비츠)
- 썬더볼트 (SBS) - 아화의 동생(문송한) / 쿠거의 여자친구(레베카 펜로즈)
- 아멜리에 (KBS) - 에바 (클라우드 페론)
- 아스테릭스 (SBS)
- 아일랜드 (SBS) - 홀로그램(노아 티쉬비) / 간호사(이벳 니콜 브라운)
- 애나 앤드 킹 (SBS)
- 어거스트 러시 (KBS) - 아서 (리언 토머스 3세)
- 어글리 멜라니 (KBS) - 오로르 (프레더릭 벨)
- 언브레이커블 (KBS) - 조셉 던 (스펜서 트리트 클라크)
- 에너미 오브 스테이트 (SBS)
- 엘리트 스쿼드 (KBS) - 마리아 (페르난다 마차도)
- 엽문 2 (KBS) - 엽부인 (슝다이린)
- 오만과 편견 (KBS) - 엘리자베스 베넷 (키이라 나이틀리)
- 우주소년 제논 (EBS) - 마지 (로렌 멀트비)
- 월요일이 사라졌다(KBS) - 카렌 셋맨(노미 라파스)
- 웰컴 (KBS) - 마리옹 (오드리 다나)
- 위험한 사돈 (SBS) - 멜리사 (린지 슬로언)
- 은하수를 여행하는 히치하이커를 위한 안내서 (KBS) - 트리샤 (조이 데이셔넬)
- 이너프 (KBS) - 슬림 (제니퍼 로페즈)
- 이도공간 (SBS) - 얀 (임가흔)
- 이클립스 (KBS) - 앨리스 (애슐리 그린)
- 인 굿 컴퍼니 (KBS) - 알렉스 (스칼릿 조핸슨)
- 일대종사 (KBS) - 궁이 (장쯔이)
- 잠수종과 나비 (KBS) - 앙리에트 (마리-조제 크로즈)
- 적인걸: 측천무후의 비밀 (KBS) - 상관정아 (이빙빙)
- 조니 카파할라 (KBS)
- 조제, 호랑이 그리고 물고기들 (KBS) - 조제 (이케와키 치즈루)
- 쥬라기 공원 3 (KBS) - 에릭 (트레버 모건)
- 지금은 통화중 (KBS)
- 캐리비안의 해적: 블랙 펄의 저주 (KBS) - 엘리자베스 스완 (키이라 나이틀리)
  - 캐리비안의 해적: 망자의 함 (KBS) - 엘리자베스 스완 (키이라 나이틀리)
  - 캐리비안의 해적: 세상의 끝에서 (KBS) - 엘리자베스 스완 (키이라 나이틀리)
- 캐치 미 이프 유 캔 (SBS) - 브렌다(에이미 애덤스)
- 콘택트 (KBS) - 앨리 (조디 포스터/제나 멀론)
- 퀸 오브 뱀파이어 (SBS) - 제시 (마거리트 모로)
- 크루엘라 - 에스텔라/크루엘라 드 빌(엠마 스톤)
- 클린 (SBS)
- 키드 (KBS) - 에이미 (에밀리 모티머)
- 템플 기사단의 잃어버린 보물 (EBS) - 카트리나 (줄리 그룬드 빅 웨스터)
- 톰과 제리 - 케일라
- 투 터프 가이즈 (SBS) - 따띠아나 (엘레나 아나야)
- 튜니티라 불러다오 (KBS) - 농부의 딸(얀티 서머)
- 트랜스포머 (KBS) - 매기 (레이철 테일러)
- 트레이닝 데이 (SBS) - 사라(에바 멘데스) / 리사(샬롯 아야나)
- 티벳에서의 7년 (KBS) - 달라이 라마 (잠양 잠초 왕축)
- 파이터 (KBS) - 아이샤 (셈라 투란)
- 패닉 룸 (KBS) - 사라 (크리스틴 스튜어트)
- 퍼펙트 스톰 (KBS) - 린다 그린러 (메리 엘리자베스 매스트란토니오)
- 퍼펙트 스톰 (SBS) - 멜리사 브라운 (캐런 앨런)
- 피크닉 (KBS) - 밀리 오웬 (수전 스트래즈버그)
- 헐리우드 엔딩 (KBS) - 샤론(티퍼니 티센)
- 화성아이, 지구아빠 (KBS) - 리즈 (조앤 큐잭)
- 후크 (KBS) - 잭 배닝 (찰리 코스모)
- BB 프로젝트 (SBS) - 백연(채탁연) / 슬리퍼의 동생(장아문)
- 21그램 (KBS) - 크리스티나 펙 (나오미 와츠)

### 게임
- 도타2 - 겨울 비룡
- 리그 오브 레전드 - 아칼리 , 리산드라
- 사혼곡 SIREN - 마에다 토모코
- 세븐나이츠 - 레이첼
- 스타크래프트 - 사라 케리건
- 스타크래프트 II 시리즈 - 사라 케리건
  - 스타크래프트 II: 자유의 날개
  - 스타크래프트 II: 군단의 심장
  - 스타크래프트 II: 공허의 유산
- 천지의 문 - 루얀
- 파랜드택틱스5 - 바니티
- 수신학원 아르피엘 - 소노라, 샴, 클레오, 둘라
- 테일즈런너 - 루시
- 데스티니차일드 - 모나
- 사이퍼즈 - 성흔의 디아나
- 클로저스 - 홍시영
- 히어로즈 오브 더 스톰 - 케리건
- 쿠키런: 킹덤 - 버블껌맛 쿠키
- 원신 - 라인도티르

### 노래
- 피치피치핏치 퓨어 (대원방송) - Splash Dream(솔로곡), 사랑의 온도 (with 배정미, 신소윤)
- 쿵야쿵야 (KBS) - Music Is My Life / 혹시나 했는데 역시나였어 / 창 밖을 보라 (with 정미숙, 김선혜, 홍시호, 양석정, 오길경, 안영아)
- 더 맥베스 오브 판타지아 (오디언) - 영원(닫는 노래) (with 정재욱)

### 내래이션

#### 다큐
- 2011.05.10 KBS 특선다큐 <에이미 이야기> - 데어드리 피쉘 형사
- 2016.02.07 KBS 특선다큐 <남극의 귀염둥이, 황제펭귄 이야기> - 나레이션
- 2016.10.11 KBS 해외걸작 다큐 <벼랑 끝의 승부사 힐러리 클린턴> - 나레이션
- 2018.08.23 KBS 세상의 모든 다큐 <누가 말레이지아 여객기를 격추 시켰는가?> - 나레이션

#### CF
- AXA다이렉트
- KT금호렌터카
- 현대자동차 쏘나타
- 현대캐피탈
- 롯데제과 키세스
- 아디다스 이신바예바
- 지니어스플레이
- 초이락미디어(공동)
- YES24
- 비씨카드
- 농심 찰비빔면
- LG생활건강 페리오 토탈7치약

### 라디오 드라마
라디오 독서실 (KBS 2라디오)
- 2007.12.09 김연수 <달로 간 코미디언> (미선)
- 2011.01.16 정재민 <미스터리 존재방식> (혜연)

KBS 무대 (KBS 한민족 방송)
- 2003.12.07 이사도라의 선물 (영자)
- 2005.08.06 파도를 훔친 바다 (유채연)
- 2004.05.30 어머니의 이름으로 (소연)
- 2006.02.25 이 메마른 날들 (노처녀)
- 2007.12.15 그물 치는 남자 (신수진)

판타지 특급 (KBS 2라디오)
- 2001.04.09 ~ 2001.06.30 <드래곤 라자> (이루릴)

### 오디오 드라마 CD
- 궁에는 개꽃이 산다 (오디언) - 개리
- 길 위의 연인 (오디언) - 윤미수
- 남자는 스타일을 입는다 (오디언)
- 내가 너의 이름을 불러주었을때 (오디언) - 유희연
- 네가 어떤 삶을 살든 나는 너를 응원할 것이다 (오디언) - 공지영
- 뉴욕 더스트 (오디언) - 샌드라
- 당신의 심장에 정조준 (오디언) - 허진
- 로맨스 흥부뎐 (오디언) - 연설
- 맥베스 더 맥베스 오브 판타지아 (오디언) - 레이디 맥베스
- 모순 (오디언) - 안진진
- 비련사 가는 길 (오디언) - 추자
- 삐딱한 행동 속에 숨겨진 우리 아이 속마음 (오디언)
- 아름다운 구속 (오디언) - 박준희
- 엘리베이터에 낀 그 남자는 어떻게 되었나 김영하 소설집 (오디언) - 미스정
- 여성의 몸 평생 건강 프로젝트 (오디언)
- 은주를 지켜라 (오디언) - 이은주
- 이상한 나라의 앨리스 (오디언)
- 조선을 뒤흔든 16가지 연애사건 (오디언)
- 죽음의 한일전 (오디언) - 의사
- 즐거운 우리집 (오디언)
- 폭풍의 언덕 (오디언) - 캐서린 언쇼
- 1004호 그녀 (오디언) - 이여운
- 드라마CD - 아임콘?! 마이콘! (夜海) - 다영

### 오디오 드라마
- 구르미 그린 달빛- 소향공주,숙의박씨
- 재혼 황후- 나비에 엘리 트로비

### 인터넷
- 사이버 파이터 (세이캐스트) - 부킹걸, 마담 뚜, 이혜란
- 유령주식회사 (세이캐스트) - 부장처, 친구1

### 안내 방송
- 서울메트로 승강장 안내방송 (2005년 ~ 2008년)
- 한국철도공사 승강장 안내방송 (2005년 ~ 현재)
- 카카오내비 나찬 ver. 안내방송 (2016년 ~ 현재)

### 방송 출연
- 1 대 100 (KBS)
- 대결 노래가 좋다 (KBS) - 2008년 7월 27일 출연
- 좋은 아침 (SBS)
- 한밤의 TV연예 (SBS)
- 노래싸움 - 승부 (KBS) - 2017년 3월 17일, 24일 출연

## 기타
- NUGU 앱의 TTS를 담당한 여성 성우. 해당 앱에서 기본적으로 설정되어 있는 여성 성우 TTS를 녹음한 성우가 바로 소연이다.

## 수상
- 2007년 KBS 라디오 연기대상 신인상
- 2007년 KBS 성우 대행진 외화 부문 신인상